# БА-64
БА-64 — советский лёгкий бронеавтомобиль периода Второй мировой войны. Спроектирован в июле — декабре 1941 года на шасси полноприводного легкового автомобиля ГАЗ-64 с использованием довоенных советских наработок по полноприводным бронеавтомобилям нового поколения, а также опыта, полученного при изучении трофейных германских бронеавтомобилей. БА-64 стал первым советским серийным полноприводным бронеавтомобилем, остался единственной машиной этого класса, принятой на вооружение в СССР в годы войны, а также стал последним советским бронеавтомобилем классического типа. Всего в ходе серийного производства БА-64, с апреля 1942 по начало 1946 года, было выпущено 9070 бронеавтомобилей, включая машины на его базе.
БА-64 активно использовались советскими войсками с лета 1942 года и вплоть до конца войны, преимущественно в роли разведывательных машин, но также и для непосредственной поддержки пехоты. В послевоенные годы БА-64 использовались в основном в качестве учебно-боевых машин и были сняты с вооружения Советской Армии в первой половине 1950-х годов. БА-64 также поставлялись ряду союзных СССР стран и в незначительных масштабах использовались армией КНДР в Корейской войне.

## История создания
К началу Великой Отечественной войны единственным находящимся в производстве лёгким бронеавтомобилем в СССР являлся БА-20М. Созданный в середине 1930-х годов на базе легкового автомобиля ГАЗ-М-1, БА-20 к 1941 году успел устареть: его заднеприводное шасси не обеспечивало достаточной проходимости на пересечённой местности, а броня, защищавшая только от небронебойных пуль, не отвечала возросшим требованиям по защищённости. С 1941 года, в связи с сокращением производства ГАЗ-М-1 и переходом к выпуску нового полноприводного автомобиля ГАЗ-64, было решено перевести лёгкий бронеавтомобиль на базу последнего. Работы по бронеавтомобилям нового поколения, использовавшим полноприводное шасси и корпус с рациональными углами наклона брони, велись в СССР ещё в предвоенные годы, но не зашли дальше создания опытных образцов.
Идея разработки нового бронеавтомобиля была подана в инициативном порядке конструкторами ГАЗа после начала войны. После одобрения руководства, 17 июля 1941 года конструкторским бюро под руководством В. А. Грачёва были начаты работы по будущему БА-64. Предварительная проработка компоновки бронеавтомобиля осуществлялась Ф. А. Лепендиным. Поначалу планировалось ограничиться переводом на новое шасси бронекорпуса и оборудования БА-20, но уже вскоре стало очевидно, что уровень его броневой защиты недостаточен, а нерациональная форма и компоновка корпуса не позволяют её усилить без значительного утяжеления конструкции. В связи с этим было решено разрабатывать полностью новую конструкцию, ориентируясь при этом на предвоенные опытные машины, такие как ЛБ-62. При создании учитывался опыт боевого применения советских бронеавтомобилей в начальный период войны, также влияние на конструкторов оказало изучение трофейного германского бронеавтомобиля, предположительно Sd.Kfz.221 (или Sd.Kfz.222), продемонстрированного на Полигоне НИИ БТ в Кубинке 23 августа, а 7 сентября переведённого на ГАЗ для детального изучения.
16 сентября состоялось совещание, на котором обсуждалась концепция будущего бронеавтомобиля, получившего название «64-Б». Помимо конструкторского коллектива, участие в нём приняли главный конструктор завода А. А. Липгарт и его заместитель по танкостроению Н. А. Астров, занимавшийся разработкой малых и лёгких танков. По итогам совещания было решено создавать бронеавтомобиль с предельно минимизированным забронированным объёмом и коротким, лишь незначительно выступающим по длине за пределы рамы корпусом. Новшеством стало также введение резкой дифференциации бронезащиты. Внутренняя компоновка бронеавтомобиля также вышла максимально ужатой, для размещения топливного бака в кормовой, наименее поражаемой в бою, части машины, пришлось даже надвинуть место водителя на моторный отсек, поместив его на коробке передач. Будущий бронеавтомобиль, помимо возлагавшихся на БА-20 функций командирской разведки, связи и обслуживания разведгрупп, благодаря лучшей проходимости, планировалось применять также для преследования отступающего противника, службы управления боем, борьбы с авиадесантами противника или, благодаря малой массе, для использования в собственных авиадесантных операциях. Машину предполагалось также использовать для обеспечения ПВО танковых и кавалерийских частей, поэтому её оружие должно было быть способно вести огонь и по воздушным целям.

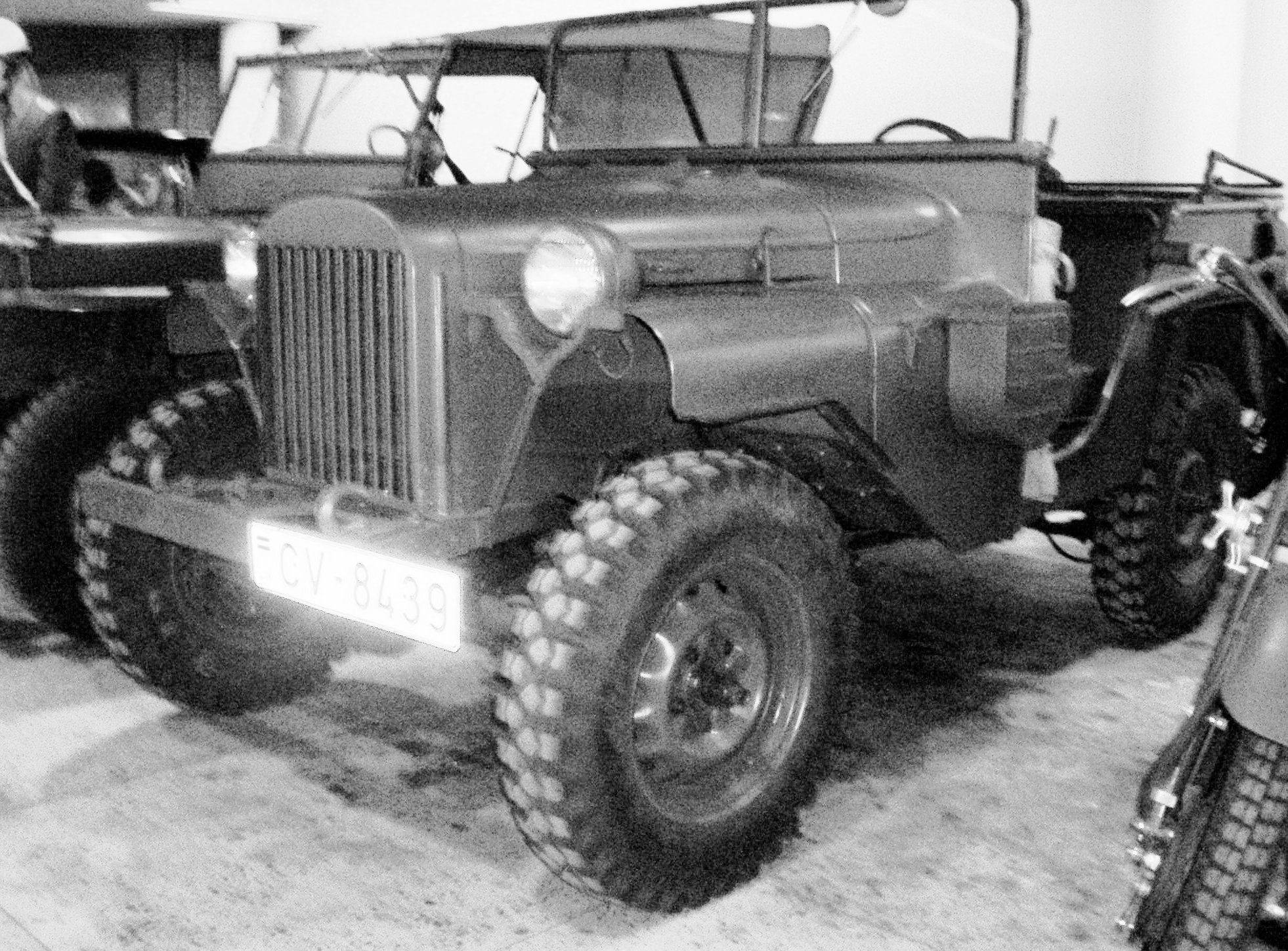
ГАЗ-64

Разработкой бронекорпуса, обозначавшегося как ГАЗ-125, занимались кузовные специалисты завода — Б. Т. Комаревский, В. Ф. Самойлов, Ю. Н. Сорочкин и Г. А. Носов, а также конструктор танкового ОКБ А. С. Маклаков, занимавшийся проектированием башни бронеавтомобиля, и Н. А. Астров, осуществлявший консультацию работ. 13 и 15 октября были закончены первый и второй варианты компоновки машины, после чего к работе приступил коллектив под руководством ведущего конструктора по машине Г. М. Вассермана, занимавшейся переработкой шасси ГАЗ-64 под роль бронеавтомобиля. Разрабатывавшиеся для бронеавтомобиля детали получили вначале индекс «64-Е», а позднее, после модернизации — «64-Ж». Несмотря на недостаток опыта у большинства конструкторов, проектирование продвигалось быстрыми темпами. 24—27 ноября был собран броневой корпус, продемонстрированный маршалу К. Е. Ворошилову, взявшему после этого работу над бронеавтомобилем под свой контроль. Сборка прототипа бронеавтомобиля началась 5 декабря, а 9 января 1942 года в основном законченный прототип под управлением Грачёва совершил свой первый выезд, прошедший в целом успешно, за исключением выявившейся слабости подвески. Башня при этом, хотя и не полностью укомплектованная, вопреки некоторым источникам на бронеавтомобиле уже присутствовала, будучи впервые установлена на него ещё 12 декабря. Бронеавтомобиль получил заводской индекс «64-125» и на следующий день был дособран и продемонстрирован Ворошилову.
Заводские испытания «64-125» продолжались ещё в течение месяца, при этом вновь проявилась слабость подвески, неоднократно выходившей из строя. 17 февраля бронеавтомобиль был продемонстрирован уже наркому танковой промышленности В. А. Малышеву в Москве. Тогда же было утверждено окончательное, войсковое, обозначение для новой машины — БА-64. 21—23 февраля бронеавтомобиль провёл в испытаниях вооружения на Софринском артиллерийском полигоне и полигоне завода № 8, а 3 марта, вместе с новым лёгким танком Т-70, БА-64 был продемонстрирован в Кремле членам правительства, в том числе И. В. Сталину. После проведения всех необходимых доработок, БА-64 постановлением ГКО от 14 марта был принят на вооружение. Постановлением СНК СССР от 10 апреля 1942 года Грачёву присвоена Сталинская премия третьей степени, одновременно за разработку ГАЗ-64 и БА-64 на его базе.

## Серийное производство

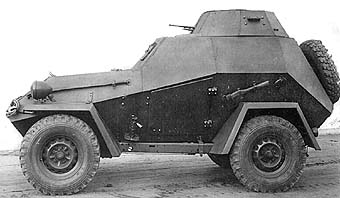
БА-64 ранних выпусков

Производство БА-64 было развёрнуто на ГАЗе в апреле 1942 года, когда были собраны 50 бронеавтомобилей, однако военной приёмкой они были приняты условно из-за отсутствия пулестойких шин типа «ГК». Тем не менее, первые 35 БА-64 были окончательно сданы военными уже в начале мая. Броневые корпуса для машин опытной партии и нулевой серии изготавливались на заводе № 177 в Выксе, но в дальнейшем был организован их выпуск на кузовном корпусе ГАЗа. Первое время производство БА-64 тормозилось задержками с поставкой комплектующих, прежде всего двигателей, мостов и шин, но с июля 1942 года заводу удалось добиться выполнения плана. По мере накопления опыта эксплуатации и боевого применения бронеавтомобиля в его конструкцию начали вноситься изменения. Уже в июне были ликвидированы откидные противогранатные сетки над башней, как не оправдывающие себя. В июле было введено вентиляционное отверстие в крыше отделения управления, так как летняя эксплуатация БА-64 показала, что температура в обитаемых отделениях бронеавтомобиля могла доходить до 55—60 °C, а в сентябре — регулируемый вентиляционный люк в крыше моторного отделения, так как его вентиляция тоже оказалась недостаточной.
Эксплуатация выявила также и недостаточную надёжность БА-64: при гарантированном пробеге в 10 000 км, по сообщениям из войск, многие бронеавтомобили выходили из строя уже при 1000—4000 км пробега. Основной причиной выхода бронеавтомобилей из строя являлась поломка перегруженного заднего моста, происходившая в большинстве случаев в результате неправильной эксплуатации, когда движение на низких передачах производилось без включения переднего моста и повышенный крутящий момент полностью передавался на задний мост. Для устранения этого, с 3 ноября 1942 года в качестве временной меры был введён неотключаемый передний мост; на уже выпущенных бронеавтомобилях переделка осуществлялась силами войсковых мастерских. В дальнейшем для решения этой проблемы в ноябре 1942 — феврале 1943 года в конструкцию БА-64 был внесён ряд изменений, направленных на усиление полуосей и мостов. Перегруженной оказалась также подвеска передних колёс, для устранения пробоев которой в феврале 1943 года была введена дополнительная пара гидравлических амортизаторов и усилены рессоры. Также для лучшего обзора местности водителем с марта 1943 года были введены смотровые лючки, закрывавшиеся броневыми заслонками.
5—14 июня ГАЗ подвергся ряду массированных налётов германской авиации, в результате чего был полностью разрушен или серьёзно повреждён ряд цехов, в том числе изготавливавший броневые корпуса ново-кузовной комплекс и поставлявший двигатели ГАЗ-ММ моторный корпус № 1. Кроме того, было полностью выведено из строя снабжение производства сжатым воздухом и частично — электроэнергией, что временно парализовало работу завода. Сгорел и механосборочный цех МСЦ-5, осуществлявший сборку БА-64, в результате чего выпуск бронеавтомобилей с 7 июня был прекращён полностью и до перехода на модификацию БА-64Б возобновлён уже не был. Всего с апреля 1942 по июнь 1943 года был выпущен 3901 бронеавтомобиль БА-64.

### БА-64Б

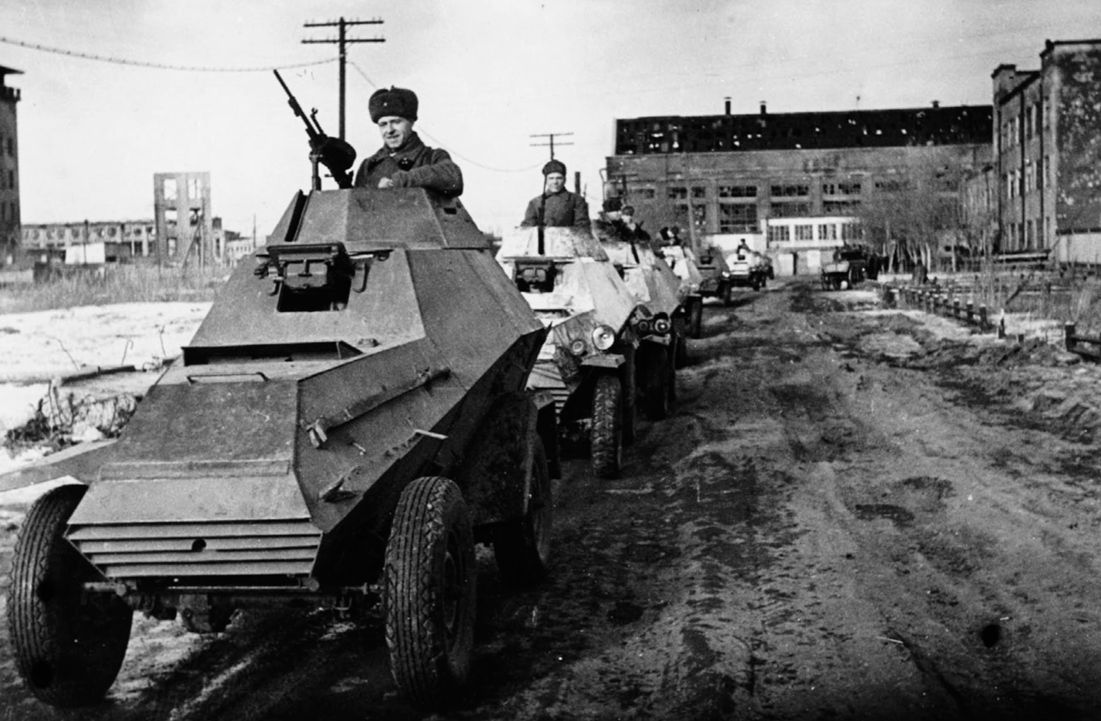
Сталинград. Отремонтированные бронеавтомобили БА-64 выходят с завода на фронт. Февраль 1943 г.

Одной из главных проблем БА-64 являлась также недостаточная боковая устойчивость, обусловленная узкой для машины такого класса колеёй базового ГАЗ-64 в сочетании со сравнительно высоким центром тяжести бронеавтомобиля. Необходимость расширения колеи БА-64 стала очевидна конструкторам ещё во время испытаний его прототипа весной 1942 года, но для скорейшего начала выпуска бронеавтомобиля было решено отложить введение более широкой колеи, так как это требовало перестройки налаженного производства агрегатов шасси, в то время как ГАЗ был и так загружен освоением выпуска новых образцов бронетехники, таких как танк Т-70. Тем не менее, с 31 августа 1942 года по инициативе конструкторского бюро всё же были начаты работы по созданию модификации БА-64 с расширенной колеёй, а 26 сентября были переданы ГАБТУ на утверждение план коренной модернизации бронеавтомобиля и программа его испытаний. Первый прототип модернизированного БА-64, получивший заводское обозначение 64-125-Б, был изготовлен в октябре 1942 года и в конце того же месяца поступил на испытания.
Начало серийного производства улучшенной модели БА-64Б было запланировано на сентябрь 1943 года, однако, не взирая на серьезные разрушения от июньской бомбардировки завода, в августе выпустили первые 100 машин. В качестве базы для неё использовался лёгкий армейский вездеход ГАЗ-67Б с более широкой колеёй. Это улучшило боковую устойчивость по сравнению с исходным вариантом БА-64. Турельная установка пулемёта ДТ была заменена на башенную. Серийный выпуск БА-64Б продолжался по 1946 год включительно (тогда построили последние 62 машины). Всего собрали 5160 машин.
БА-64Б использовались чехословацкими и польскими соединениями, сформированными на территории СССР. После окончания Второй мировой войны часть БА-64Б была передана ГДР, где они успешно выполняли функции полицейских бронемашин. БА-64Б также поставлялись в Северную Корею, Китай и Югославию.
| Производство БА-64 и БА-64Б |           |          |           |        |      |           |
| Модификация / Год           | 1942      | 1943     | 1944      | 1945   | 1946 | Итого     |
| БА-64                       | 2486*/716 | 1415/636 | —         | —      | —    | 3901/1352 |
| БА-64Б                      |           | 406/214  | 2950/1404 | 1742** | 62   | 5160      |
| БА-64Д                      |           | 1        |           |        |      | 1         |
| БА-64Е                      |           | 5        | 3         |        |      | 8         |
| Всего                       | 2486      | 1827     | 2953      | 1742   | 62   | 9070      |

Всего/в том числе радийные
*Без учета прототипа.
**из них 950 по май.
"Автозавод за годы войны имел в производстве и выпустил:
...
За период с апреля 1942 года по май 1945 года бронеавтомобилей БА-64 - 8217 шт." 

## Дальнейшее развитие и специализированные варианты

### Модификации с усиленным вооружением
БА-64Б с пулемётом СГ-43 — принятое в литературе обозначение опытного варианта БА-64Б, оснащённого пулемётом СГ-43. Прототип такого бронеавтомобиля был изготовлен на базе БА-64Б в Конструкторском бюро ГАЗа в марте 1944 года и отличался от серийной машины установкой принятого на вооружение в 1943 году нового пулемёта СГ-43, превосходившего ДТ-29 в повышенной за счёт ленточного питания боевой скорострельности и большей прицельной дальности стрельбы. Испытания выявили ряд проблем с размещением пулемёта в башне и его поведением при стрельбе, что повлекло прекращение дальнейших работ в этом направлении.
БА-64Д с пулемётом ДШК — опытный вариант БА-64 с установкой крупнокалиберного 12,7-мм пулемёта ДШК. В отличие от штатного ДТ-29, бронепробиваемость ДШК давала бронеавтомобилю возможность бороться с лёгкой бронетехникой, а в сочетании со значительно большим весом секундного залпа — резко повышала его эффективность в обеспечении ПВО. Работы по БА-64Д были начаты уже в сентябре 1942 года, однако уже на начальном этапе выяснилось, что размеры и отдача ДШК (намного большие, чем у штатного пулемёта ДТ), а также необходимость установки коллиматорного прицела К-8Т для зенитной стрельбы, требуют создания новой, более жёсткой конструкции башни. Работы по перепроектированию начались 3 октября 1942 года, а опытный образец БА-64Д был закончен 20 марта 1943 года. От серийной машины его отличала, прежде всего, новая башня увеличенного размера, с увеличенной до 12 мм толщиной броневых листов. Башня устанавливалась на шариковой опоре на крыше боевого отделения, которую также пришлось расширить и усилить, и наводилась по горизонтали при помощи винтового механизма. Поскольку стандартную коробку с патронной лентой ДШК в тесной башне разместить не удалось, конструкторам пришлось заменить её барабанным магазином на 30 патронов.
6 апреля была проведена демонстрация бронеавтомобиля, которая выявила ненадёжную работу пулемёта с новым магазином и снижение точности стрельбы из-за раскачивания лёгкого и узкоколейного шасси мощной отдачей пулемёта. Несмотря на начатые работы по устранению недостатков БА-64Е, переведённые на более подходящее шасси БА-64Б, основной из них — ненадёжное магазинное питание пулемёта, устранить было невозможно, и в итоге работы в этом направлении были прекращены. Прорабатывалась также возможность установки в башне 25-мм автоматической пушки, но эта разработка не дошла даже до постройки прототипа.
БА-64 с противотанковым ружьём — прорабатывались различные варианты установки на БА-64 14,5-мм противотанкового ружья ПТРС-41. Бронепробиваемость ПТРС давала бронеавтомобилю возможность бороться с лёгкой и отчасти — со средней бронетехникой, за счёт снижения эффективности вооружения автомобиля для выполнения других задач. Разработка установки ПТРС на БА-64 была начата 2 ноября 1942 года, но позже была отложена из-за более высокого приоритета БА-64Д. Работы по установке противотанкового ружья, неоднократно возобновляясь и вновь откладываясь, продолжились в 1943 году, но в конечном итоге были прекращены. Самостоятельная установка ПТРС-41 вместо пулемёта производилась в некоторых частях, но широкого распространения не получила.

### Железнодорожные модификации

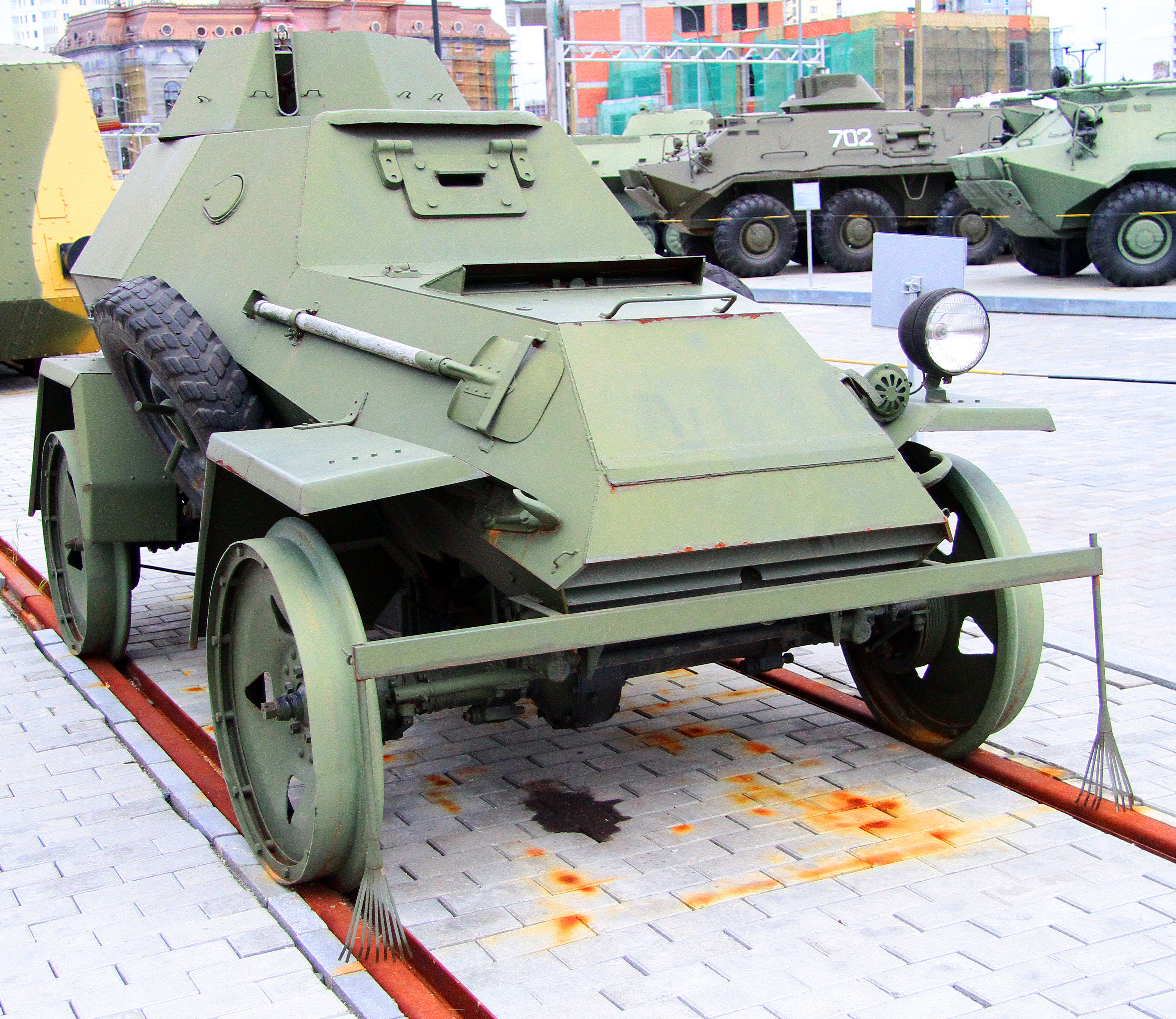
Реплика железнодорожной версии БА-64 из музея военной и автомобильной техники УГМК в г.Верхняя Пышма. Вид спереди.

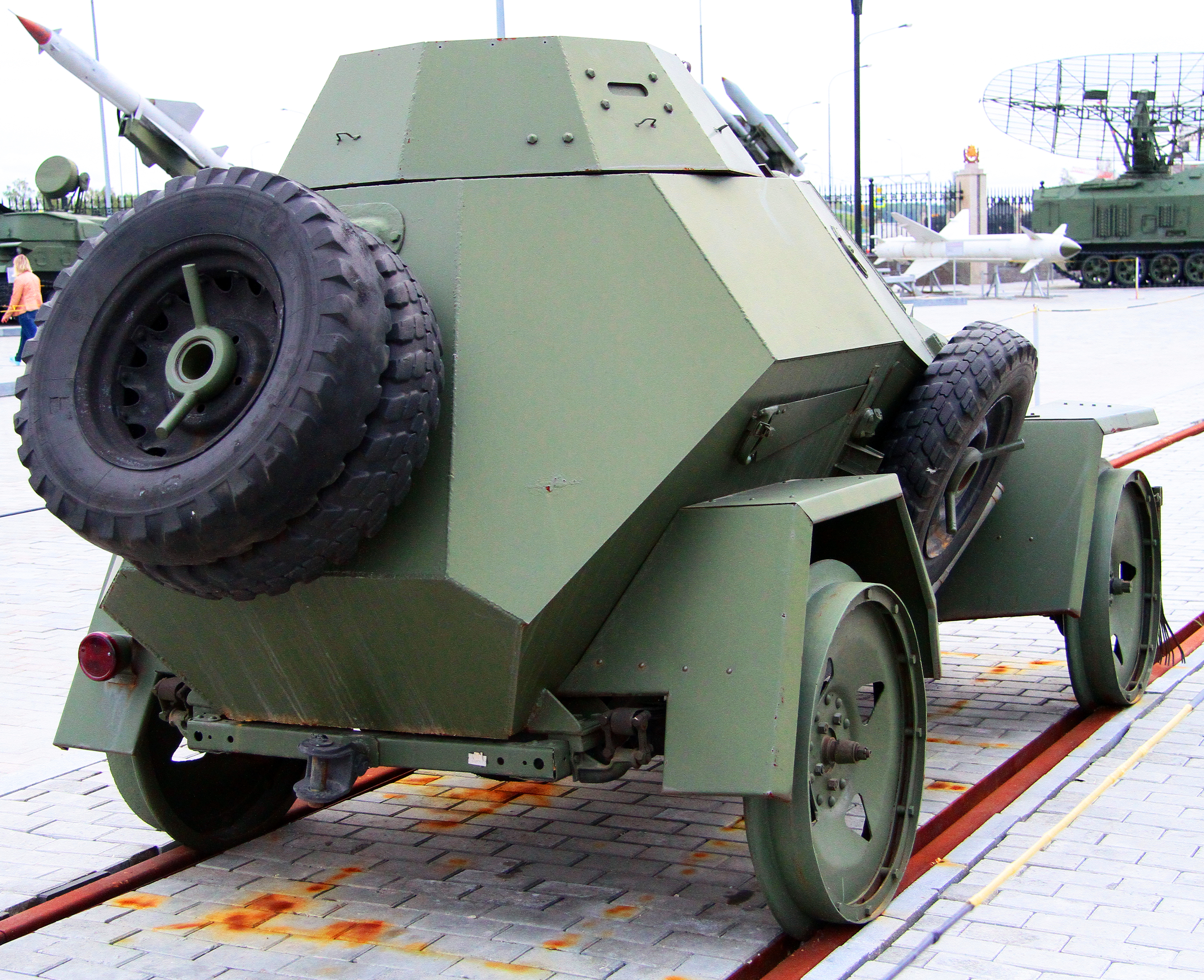
Реплика железнодорожной версии БА-64 из музея военной и автомобильной техники УГМК в г.Верхняя Пышма. Вид сзади.

БА-64В — опытная железнодорожная модификация БА-64. Был разработан летом 1942 года на Выксунском заводе. Первый прототип БА-64В был изготовлен на Выксунском заводе в июле того же года, а в 1943 году к нему добавились ещё три опытных образца, собранных на ГАЗе. От серийного БА-64 железнодорожный вариант отличался лишь наличием сменных железнодорожных колёс, взятых из оставшегося при производстве бронеавтомобиля БА-20жд задела. Испытания бронеавтомобиля показали быстрый износ ряда узлов и агрегатов, а также недостаточную скорость заднего хода, из-за чего БА-64В на вооружение принят не был, хотя производство железнодорожной модификации в дальнейшем всё же было начато, уже на базе БА-64Б.
БА-64Г — вторая опытная железнодорожная модификация БА-64. Разработка его была осуществлена КБ ГАЗа в июле — сентябре 1942 года. Первый прототип БА-64Г был закончен в начале ноября того же года, а после проведённых в том же месяце испытаний, в январе 1943 года был изготовлен второй, доработанный, прототип. Оба прототипа базировались, в свою очередь, на опытном ширококолейном прототипе БА-64-125Б. Ходовая часть БА-64Г отличалась наличием двух подъёмных, частично подрессоренных, тележек с железнодорожными колёсами малого диаметра, а движение осуществлялось за счёт контакта с полотном железной дороги сохранявших резиновые шины колёс. Помимо этого, опытные образцы отличались установкой раздаточной коробки с неотключаемым передним мостом и механизмом реверса, позволявшей движение задним ходом с полной скоростью, а также наличием железнодорожной сигнализации. Работы по БА-64Г были прекращены летом 1943 года, когда из-за снизившегося боевого применения бронепоездов организацию его производства сочли излишней.

### Бронетранспортёры
БА-64Е — бронетранспортёр (обозначавшийся как «десантный бронеавтомобиль») на базе БА-64. Работы по БА-64Е начались на ГАЗе ещё в сентябре 1942 года и были вызваны нехваткой в советской армии бронетранспортёров. Хотя с самого начала было очевидно, что БА-64 с его узким и тесным корпусом мало подходит для такой роли, он был единственной колёсной бронемашиной, серийно производившейся в то время. Из-за загрузки конструкторского бюро работами по доработке бронеавтомобиля, работы по бронетранспортёру были вскоре отложены и возобновились только весной 1943 года. Первый прототип БА-64Е, всё ещё на базе узкоколейного БА-64, был собран 3 марта и имел на месте боевого отделения открытое сверху десантное, пехотинцы в котором располагались на двух скамьях спиной к бортам. Посадка и высадка десантников производились через дверь в корме, а борта десантного отделения были наращены приваркой дополнительных листов, защищавших бойцов при ведении огня поверх них. Вооружение машины составлял всё тот же пулемёт ДТ-29, но размещённый на турели над отделением управления. Испытания прототипа, как и ожидалось, показали его тесноту и затруднительность быстрого входа и выхода из неё, важных для десантников.
Работы по бронетранспортёру, тем не менее, продолжились, и 3 апреля был собран второй прототип, на этот раз уже на ширококолейном шасси БА-64Б. Помимо этого, от первого варианта его отличало отсутствие пулемёта, сочтённого ненужным и наращивания бортов, вместо которого добавили два закрывавшихся крышками оружейных порта в бортах десантного отделения. Работы по машине имели невысокий приоритет и в условиях загруженности конструкторского бюро более важными мероприятиями продвигались медленно, но, тем не менее, к концу 1943 года были построены три прототипа, направленные на войсковые испытания. Продолжавшиеся с февраля по март 1944 года испытания дали отрицательный результат и принятие БА-64Е на вооружение было не рекомендовано, хотя были даны и рекомендации для дальнейшего развития его конструкции. Доработка бронетранспортёра продолжалась до конца года, но на вооружение он принят так и не был. Всего было изготовлено 8 БА-64Е (один в марте (база БА-64), один в апреле (база БА-64Б), три в ноябре 1943 года и еще три в сентябре 1944 года, при этом одна из них по рекомендации маршала Я. Н. Федоренко была выполнена как штабная машина с установкой мощной радиостанции 12-РТМ. В некоторых документах машина проходила под обозначением БАШ-64 (бронеавтомобиль штабной).
Помимо неосуществлённых заводских проектов, переделка БА-64 осуществлялась и в частях, в основном к концу войны. При этом с повреждённых бронеавтомобилей срезались верхние листы корпуса, и устанавливалось любое подходящее ветровое стекло, в результате чего получалась полубронированная командирская машина на 1—2 пассажиров.

## Модификации

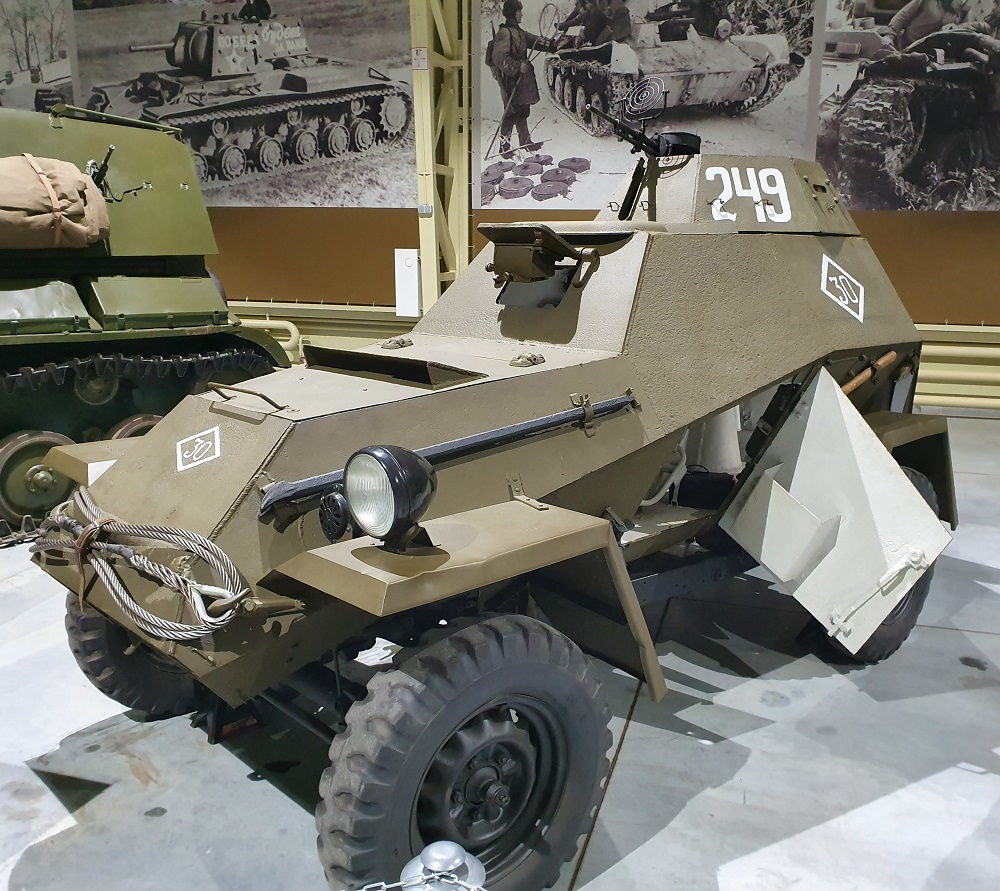
БА-64Б в Музее отечественной военной истории в Падиково

- БА-64 — первоначальная модель бронеавтомобиля с вращающейся башней с турельной установкой ДДТ на шасси ГАЗ-64.
- БА-64Б — модернизированный вариант бронеавтомобиля на шасси ГАЗ-67 и ГАЗ-67Б.
- БАШ-646 — штабной вариант бронеавтомобиля с различными вариантами бронекорпуса.
- БА-64Д (Д — обозначение для ДШК) — модификация с 12,7-миллиметровым крупнокалиберным пулемётом ДШК. Иногда обозначается как БА-64К или БА-64ДШК.
- БА-64Е — бронетранспортёр для шестерых пехотинцев.
- БА-64В и БА-64Г (иногда называемые БА-64ЖД) — два варианта бронедрезины на базе БА-64, производства, соответственно, Выксунского металлургического завода и ГАЗа.
- БА-64З (иногда называемый БА-64СХ) — экспериментальный полугусеничный снегоход на базе БА-64.

## Описание конструкции

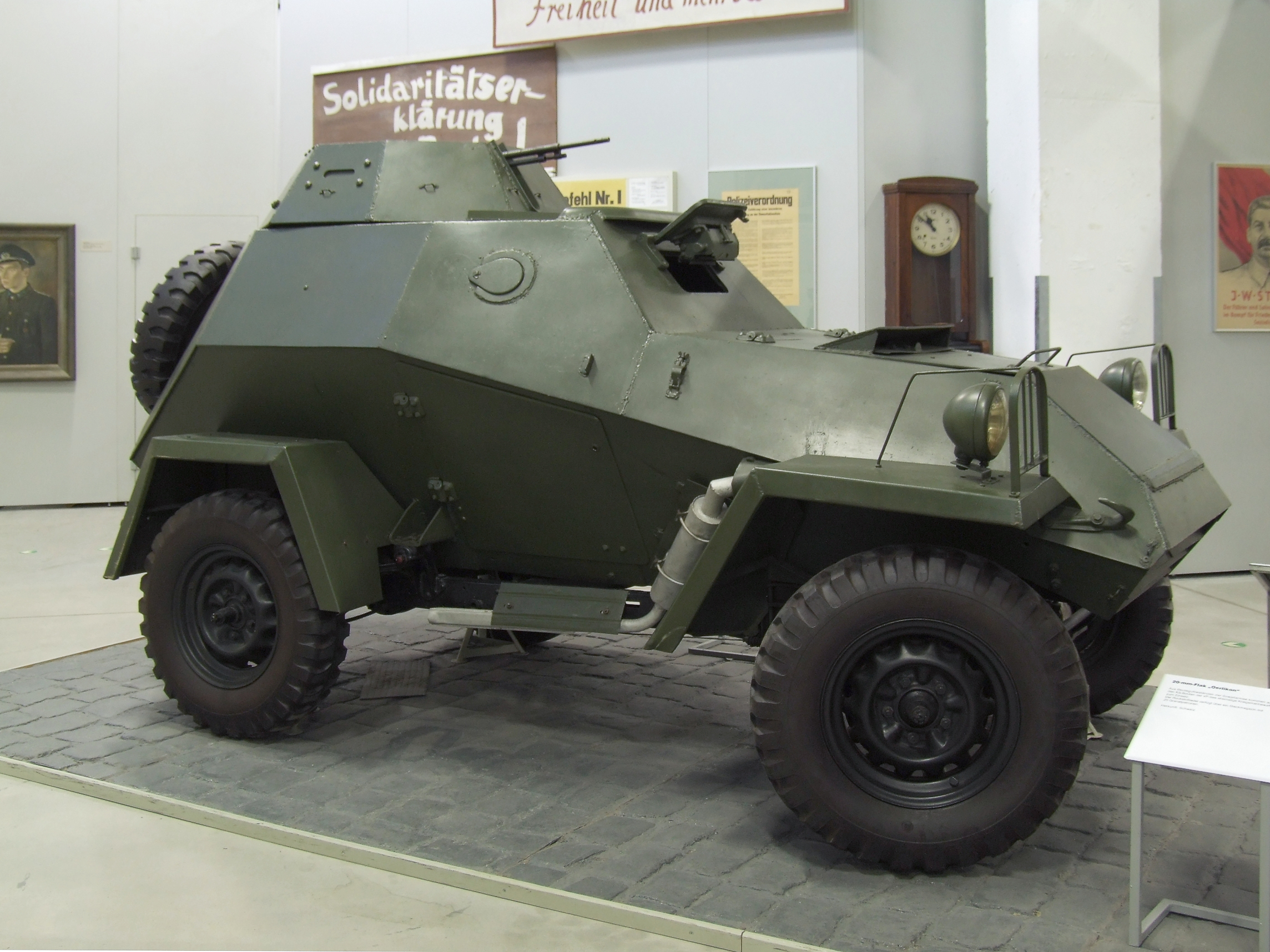
БА-64 позднего выпуска в музее в Дрездене

БА-64 имел компоновку с размещением моторно-трансмиссионного отделения в лобовой части машины, а отделения управления и боевого отделения — в кормовой. Экипаж бронеавтомобиля состоял из двух человек: механика-водителя и командира, выполнявшего также функции башенного стрелка.

### Броневой корпус и башня
БА-64 имел дифференцированную противопульную броневую защиту. Броневой корпус БА-64 собирался при помощи сварки из катаных листов броневой стали толщиной, на машинах ранних выпусков, 4, 6, 9 и 12 мм, на всех последующих — 4, 6, 7, 9 и 15 мм. В поперечном разрезе корпус имел шестигранную форму, все его поверхности размещались под углами не менее 30° к вертикали. Лобовая часть корпуса имела ступенчатую форму и на БА-64 была образована: верхним лобовым листом отделения управления толщиной 12, на машинах поздних выпусков — 15 мм, размещавшимся под углом в 40° к вертикали; средним листом, выполнявшим роль крыши моторного отделения, толщиной 6 мм и расположенным под углом в 84°, двумя нижними лобовыми листами толщиной 9 мм, расположенными под углами 30 и 52°. На машинах поздних выпусков два нижних листа были заменены одним, расположенным под наклоном в 32°. Самый низ лобовой части корпуса служил для забора воздуха к двигателю и состоял из 6-мм взаимоперекрывающихся броневых жалюзи. Нижняя часть борта корпуса выполнялась из расположенных под наклоном в 30° бронелистов толщиной 9 мм, на машинах поздних выпусков — 7 мм. Верхние бортовые листы также располагались под наклоном в 30° и имели толщину 6 мм в районе моторного отделения и 9 мм — в районе отделения управления и боевого отделения. Корма корпуса состояла из 9-мм верхнего листа, расположенного под наклоном в 30°, и 6-мм нижнего, имевшего угол наклона в 35°. Днище и крыша корпуса имели толщину, соответственно, 4 и 6 мм.
Такой уровень бронирования обеспечивал машине защиту от винтовочных обычных 7,62-мм пуль — со всех дистанций, бронебойных — только для отделения управления и боевого отделения. От 12,7-мм обычных пуль верхний лобовой лист защищал на всех дистанциях, тогда как остальные лобовые листы — лишь на дистанциях более 500 м. От бронебойных же 12,7-мм пуль защищал только верхний лобовой лист, и лишь на дистанциях более 800 м. БА-64Б в целом имел ту же форму корпуса, но толщина нижнего лобового листа была увеличена до 11 мм, до 7 мм — толщина жалюзи воздухозаборника, до 8 мм — крышка воздухозаборника в крыше моторного отделения, до 11 мм — нижнего кормового бронелиста, тогда как толщина верхнего была напротив, уменьшена до 11 мм. Помимо этого, корпус БА-64Б выполнялся из броневой стали марки 77, отличавшейся большей пулестойкостью. Посадка и высадка экипажа на всех модификациях осуществлялась через два люка в нижних листах отделения управления, помимо этого, командир мог осуществлять её через верх башни.
Башня бронеавтомобиля имела восьмигранную в плане форму в виде усечённой пирамиды, открытой сверху. Стенки башни располагались под наклоном в 30° и имели на машинах ранних выпусков толщину в 9 мм, на последующих машинах — 10 мм. Башня размещалась на поворотной колонке, опиравшейся на пол боевого отделения, на машинах ранних выпусков связи с крышей корпуса она не имела, но на машинах поздних выпусков для увеличения устойчивости в башне были добавлены четыре ролика, опиравшихся на крышу. Поворот башни осуществлялся вручную, толканием связывавшей её с опорной колонкой дуги. Для фиксации в нужном положении, башня снабжалась ручным тормозом-зажимом. Верх башни на машинах ранних выпусков мог прикрываться откидными металлическими сетками, позднее устранёнными, а также брезентовым тентом для защиты от непогоды. Помимо этого, высота башни на машинах поздних выпусков была увеличена с 275 до 290 мм.

### Вооружение

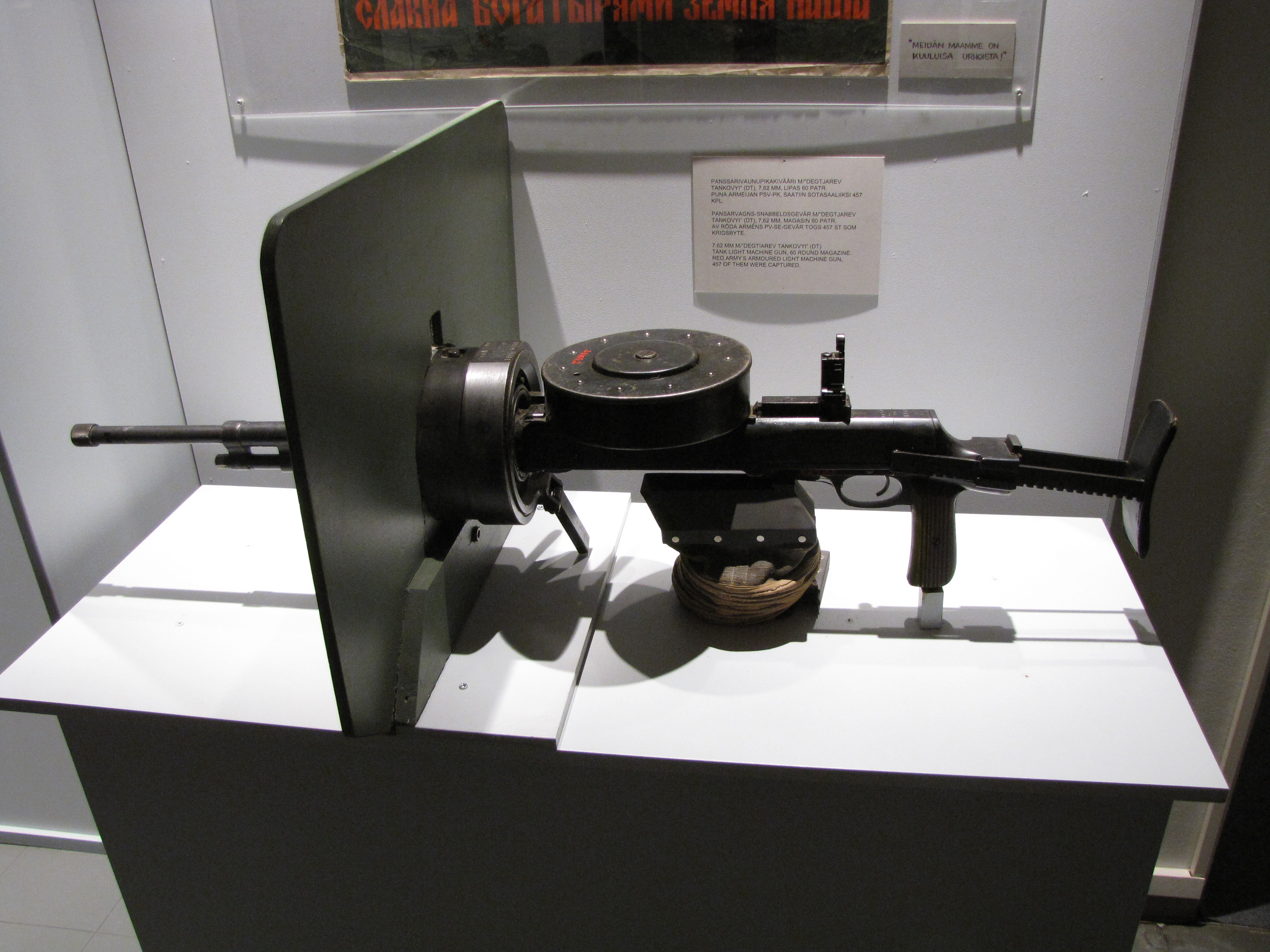
ДТ-29

Основным вооружением БА-64 являлся 7,62-мм пулемёт ДТ-29. Начальная скорость при стрельбе лёгкой пулей составляла 840 м/с, а темп стрельбы — 600 выстрелов в минуту, при боевой скорострельности до 100 выстрелов в минуту. Масса пулемёта без магазина составляла 8,35 кг. Пулемёт устанавливался в лобовой части башни на турельной установке, позволявшей его вертикальную наводку в пределах от −36 до +54°. По наземным целям пулемёт вёл огонь через вертикальную амбразуру, горизонтальное наведение при этом, за исключением узкого сектора, обеспечиваемого амбразурой, осуществлялось поворотом башни. Для стрельбы по воздушным целям турельная установка могла при помощи маховика подниматься за верхний обрез башни, что позволяло её свободное вращение. Также пулемёт мог сниматься для использования вне машины, для чего он снабжался съёмными сошками.
Для наведения пулемёта при стрельбе по наземным целям использовался стандартный диоптрический прицел, позволявший прицельную стрельбу на фиксированные дистанции 400 м, 600 м, 800 и 1000 м. Максимальная прицельная дальность — 1500 м. При стрельбе по воздушным целям применялся кольцевой прицел, максимальная досягаемость пулемёта по высоте составляла 500 м. Боекомплект пулемёта составлял 1260 патронов в 20 дисковых магазинах по 63 патрона, на оборудованных радиостанцией машинах он сокращался до 17 магазинов или 1071 патрона. Помимо пулемёта, для ближней обороны БА-64 комплектовался 6 осколочными гранатами Ф-1, а также личным оружием экипажа, таким как пистолеты-пулемёты.

### Средства наблюдения и связи
Средства наблюдения за местностью для механика-водителя на БА-64 ограничивались размещённым в верхнем лобовом бронелисте смотровым люком, в котором для наблюдения в боевых условиях был установлен перископический зеркальный смотровой прибор с триплексным защитным стеклом и внутренней броневой задвижкой, аналогичный установленному на лёгком танке Т-60 и обеспечивавший обзор лишь лобового сектора. На БА-64Б к этому добавились два расположенных в верхних бортовых листах отделения управления смотровых лючка с броневыми заслонками. Командир машины мог вести наблюдение через открытый верх башни, либо через амбразуру пулемёта; помимо этого в бортовых листах башни размещались две смотровые щели с броневыми заслонками, броневыми козырьками и защитным триплексным стеклом. На БА-64 поздних выпусков и БА-64Б они были заменены зеркальными перископическими смотровыми приборами, аналогичными прибору механика-водителя.
Большинство выпущенных БА-64 каких-либо специальных средств внешней связи не имели, лишь на меньшую часть машин устанавливались радиостанции различных моделей. На БА-64 устанавливались радиостанции модели РБ-64-142200, или близкая к ней по характеристикам 12-РП. На БА-64Б устанавливалась радиостанция 12-РП или 12-РПБ, отличавшаяся от первой наличием короткой антенны танкового типа и шлемофона вместо телефонной трубки, что повышало эффективность связи. Оба варианта 12-РП обеспечивали дальность связи с места в 8—15 км, в зависимости от условий местности, в телефонном и до 30 — в телеграфном; в движении дальность связи сокращалась до 4 км, причём работа радиостанции на ходу на практике была возможна лишь для 12-РПБ.

### Двигатель и трансмиссия
Силовая установка БА-64 была в целом заимствована с базового ГАЗ-64. Бронеавтомобиль оборудовался рядным 4-цилиндровым четырёхтактным карбюраторным двигателем жидкостного охлаждения, модели ГАЗ-ММ. Имея рабочий объём в 3280 см³, двигатель развивал мощность в 50 л. с. при 2800 об/мин. От базового автомобиля БА-64 отличался изменениями в конструкции систем двигателя, позволявшими ему при необходимости работать на низкосортных бензинах и маслах. Ёмкость топливного бака БА-64 составляла 90 литров. БА-64Б отличался установкой форсированного до 54 л. с. двигателя и доработанной конструкцией карбюратора.
В состав трансмиссии БА-64 входили:
- однодисковое сцепление сухого трения;
- механическая четырёхступенчатая (4+1) коробка передач;
- механическая одноступенчатая раздаточная коробка, позволявшая отключать передний мост;
- два карданных вала, соединявших раздаточную коробку с мостами;
- два моста.

Трансмиссия всех серийных БА-64 была идентична, за исключением введения в феврале 1943 года механизма блокировки коробки передач, препятствовавшего одновременному включению первой передачи и заднего хода.

### Ходовая часть
БА-64 имел колёсную формулу 4 × 4. Подвеска передних колёс состояла из двух четвертьэллиптических рессор и гидравлического амортизатора на каждое. Подвеска же каждого из задних колёс состояла из полуэллиптической рессоры, двух гидравлических амортизаторов одностороннего действия и снабжалась торсионным стабилизатором боковой устойчивости. С февраля 1943 года в подвеску были добавлены дополнительные два амортизатора на передних колёсах, а также усилены рессоры. БА-64Б отличался расширенной колеёй, что увеличило устойчивость машины и позволило отказаться от стабилизатора боковой устойчивости. Помимо этого, с октября—ноября 1944 года его ходовая часть была дополнительно усилена.
Управляемые колёса БА-64 — передние, рулевой механизм состоял из глобоидального червячного привода и двойного ролика с продольной и поперечной тягами. Тормоза БА-64 — колодочные на всех колёсах, с механическим приводом. Колёса бронеавтомобиля оснащались в боевых условиях пулестойкими шинами размера 7.00-16″ типа «ГК» с наполнителем из губчатой резины, однако они ограничивали максимальную скорость 40 км/ч, поэтому в небоевой обстановке на БА-64 устанавливались обычные пневматические шины соответствующего размера.

## Использовался
- СССР
- ГДР[38]
- Китай[38]
- КНДР[38]
- Польша — 81 БА-64, переданные в годы войны[39]
- Нацистская Германия[40]
- Чехословакия — 10 БА-64, переданных в годы войны[39]
- Югославия — три БА-64, полученные в сентябре 1944 года[41][38]

## Эксплуатация и боевое применение

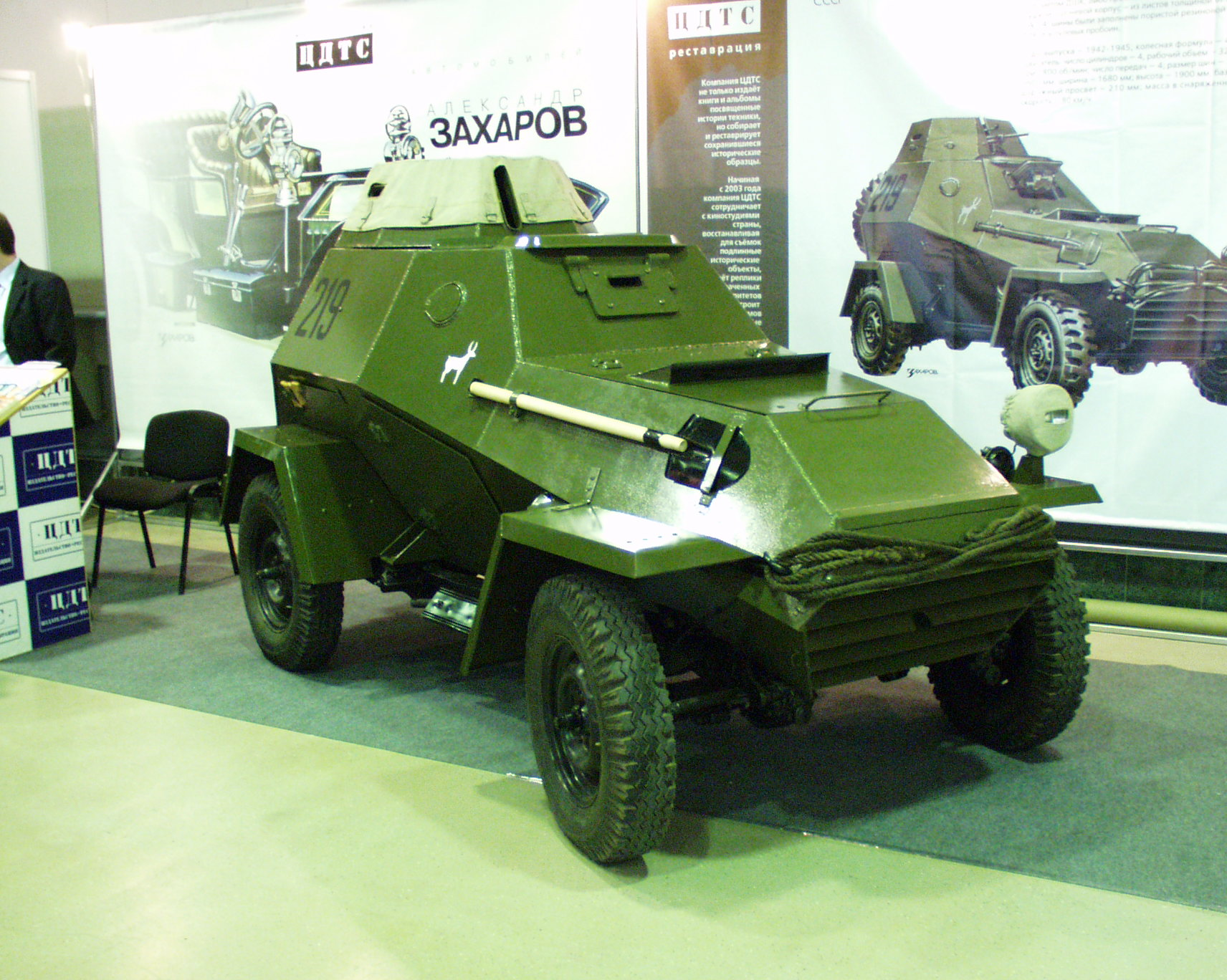
Восстановленный БА-64Б на выставке Мотор-Парк-2005

### СССР

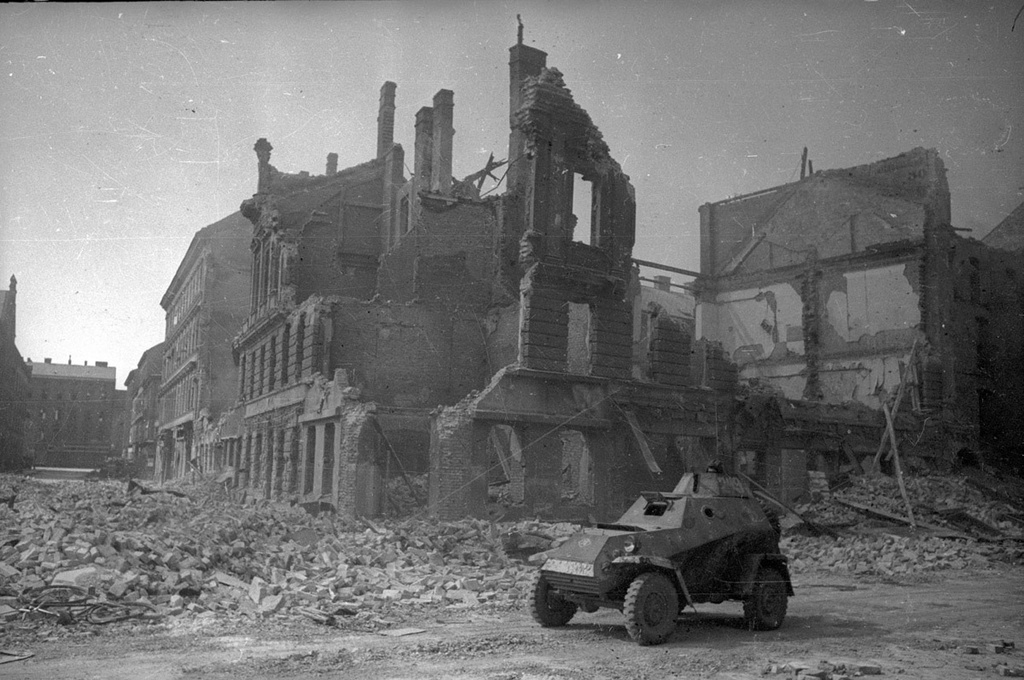
БА-64 30-й гвардейской механизированной бригады 9-го гвардейского механизированного корпуса на улицах Вены. Апрель 1945 г.

Первые БА-64 начали поступать в войска в мае 1942 года и уже летом того же года они приняли участие в боевых действиях на Брянском и Воронежском фронтах. Основными недостатками БА-64 в бою являлись его недостаточная огневая мощь, а также затруднительность эвакуации из подбитой и загоревшейся машины, что могло стоить жизни экипажу. Вместе с тем, подвижный, маневренный и обладавший сравнительно высокой проходимостью бронеавтомобиль хорошо проявил себя в разведывательных рейдах, десантных операциях и даже при сопровождении и огневой поддержке пехоты. Особенно эффективными БА-64 оказались при штурме городов, благодаря большому углу возвышения оружия, позволявшему вести огонь по верхним этажам зданий в уличных боях, что для большинства других образцов бронетехники было недоступно. В этой роли они широко использовались в наступательных операциях завершающего периода войны, вплоть до взятия Берлина.
Благодаря тем же достоинствам БА-64 также использовался для отражения атак вражеской авиации на марше. Хотя вероятность сбить вражеский самолёт огнём из ДТ была очень невелика, но его защитное действие не подлежало сомнению — враг лишался свободы манёвра на малых высотах, где атака с воздуха наземных целей путём обстрела из бортовых пушек и пулемётов наиболее смертоносна. Поэтому зенитный огонь из БА-64 по вражеским самолётам способствовал значительному уменьшению потерь среди охраняемых им войск.

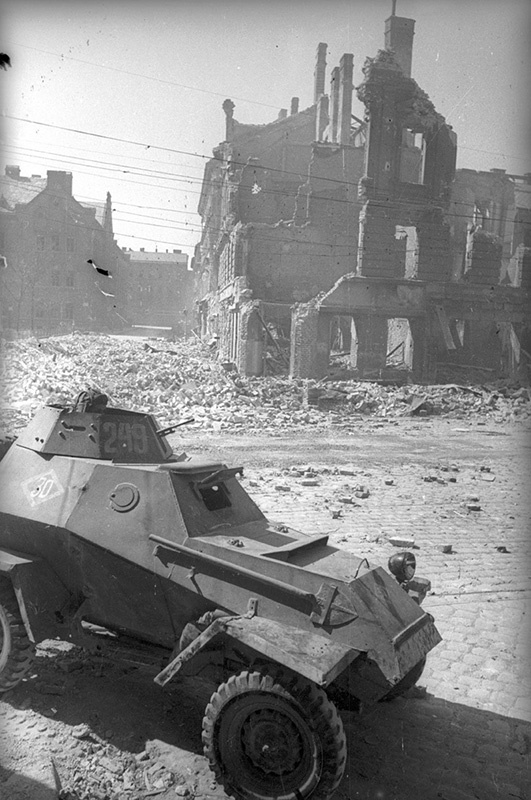
БА-64 на снимке выше с другого ракурса

К концу Великой Отечественной войны в войсках оставалось 3314 бронеавтомобилей всех типов, в подавляющем большинстве — БА-64 обеих модификаций. После окончания войны уцелевшие БА-64 были вскоре списаны, служба БА-64Б в Советской Армии также оказалась сравнительно недолгой. В основном они использовались как учебно-боевые, по меньшей мере до 1953 года. Порой БА-64 использовались также для оперативной связи или, после установки мощной радиостанции, в роли передвижных командных пунктов. В роли учебных машин, использовавшихся для подготовки экипажей колёсных бронетранспортёров БТР-40 и БТР-152, БА-64 применялись ещё до середины 1950-х годов.

### Другие страны
Польским войскам за годы войны был передан 81 БА-64, из которых к 16 июня 1945 года в строю оставалось 53 машины, все — модификации БА-64Б. В послевоенной польской армии БА-64 входили в состав танковых полков штата 5/25, имевших по одному бронеавтомобилю в составе штабного взвода. Также, часть БА-64 была сведена во взводы из трёх машин, приданные 1-й, 3-й, 8-й, 9-й и 14-й пехотным дивизиям, ведшим борьбу с силами УПА в южной и восточной Польше, но в феврале 1948 года эти взводы были расформированы. После реорганизации вооружённых сил в начале 1950-х годов, БА-64 использовались, прежде всего, в составе разведывательных батальонов дивизий, включавших по 5 бронеавтомобилей этого типа. В конце 1940-х годов, после сокращения численности вооружённых сил, большая часть польских БА-64 была снята с вооружения, но в 1951—1952 годах у СССР были приобретены ещё 55 БА-64Б, и на 31 декабря 1954 года в Народной армии Польши числилось 97 бронеавтомобилей этого типа.
Чехословацкий армейский корпус в 1943 году получил 10 БА-64Б, из которых была сформирована одна рота бронеавтомобилей. В незначительных количествах БА-64 применялись в годы войны и германскими войсками, как вермахтом, так и СС, в основном в полицейских и охранных частях. После войны некоторое количество БА-64 было передано ГДР, где они использовались в основном как полицейские машины.

## Оценка проекта

### Сравнение с аналогами
В ходе Второй мировой войны лёгкие, как правило, полноприводные бронеавтомобили, предназначенные прежде всего для ведения разведки и выполнения задач связи и охранения, выпускались почти всеми основными странами-производителями бронетехники.
| Сравнение основных характеристик лёгких бронеавтомобилей периода Второй мировой войны |                                                                        |                                                      |                                                 |                                                 |                                                 |                                                 |                                                 |                                                                |
|                                                                                       | БА-64 / БА-64Б                                                         | Sd.Kfz.221 / Sd.Kfz.222                              | Daimler Scout Car                               | Humber Scout Car Mk.I                           | Humber Light Reconnaissance Car Mk.II           | Morris Light Reconnaissance Car Mk.II           | 39M Csaba                                       | M3A1 Scout Car                                                 |
| Общие данные                                                                          |                                                                        |                                                      |                                                 |                                                 |                                                 |                                                 |                                                 |                                                                |
| Экипаж                                                                                | 2                                                                      | 2 / 3                                                | 2                                               | 3                                               | 3                                               | 3                                               | 4                                               | 6—8                                                            |
| Боевая масса, т                                                                       | 2,36 / 2,43                                                            | 4,00 / 4,80                                          | 3,05                                            | 3,54                                            | 3,30                                            | 3,71                                            | 5,95                                            | 5,62                                                           |
| Ширина, м                                                                             | 1,53 / 1,70                                                            | 1,95                                                 | 1,71                                            | 1,89                                            | 1,88                                            | 2,01                                            | 2,10                                            | 2,03                                                           |
| Высота, м                                                                             | 1,90                                                                   | 1,70 / 2,00                                          | 1,50                                            | 2,11                                            | 2,16                                            | 1,83                                            | 2,27                                            | 1,99                                                           |
| Вооружение                                                                            |                                                                        |                                                      |                                                 |                                                 |                                                 |                                                 |                                                 |                                                                |
| Марка пушки                                                                           | —                                                                      | — / 1 × 20-мм KwK.30                                 | —                                               | —                                               | 1 × 13,9-мм ручное ПТР «Бойз»                   | 1 × 13,9-мм ручное ПТР «Бойз»                   | 1 × 20-мм ПТР 36.M.                             | —                                                              |
| Боекомплект пушки                                                                     | —                                                                      | — / 180                                              | —                                               | —                                               | —                                               | —                                               | —                                               | —                                                              |
| Пулемёты                                                                              | 1 × 7,62-мм ДТ-29 в башенной установке                                 | 1 × 7,92-мм MG-34 в башенной установке               | 1 × 7,7-мм ручной «Брен»                        | 1 × 7,7-мм «Брен» в шкворневой установке        | 1 × 7,7-мм «Брен» в башенной установке          | 1 × 7,7-мм «Брен» в башенной установке          | 1 × 8-мм 34/37.M. в башенной установке          | 1 × 12,7-мм M2HB, 1 × 7,62-мм M1919A4, в шкворневых установках |
| Бронирование, мм                                                                      |                                                                        |                                                      |                                                 |                                                 |                                                 |                                                 |                                                 |                                                                |
| Лоб корпуса                                                                           | 10—20                                                                  | 10                                                   | до 30                                           | 14                                              | 14                                              | 14                                              | 13—26                                           | 7—15                                                           |
| Лоб башни                                                                             | 10 / 12                                                                | 8—10                                                 | —                                               | —                                               | н/д                                             | 8                                               | 10                                              | —                                                              |
| Борт корпуса                                                                          | 10 / 8—10                                                              | 10                                                   | н/д                                             | н/д                                             | н/д                                             | 8                                               | 7—9                                             | 6                                                              |
| Борт башни                                                                            | 10 / 12                                                                | 10                                                   | —                                               | —                                               | н/д                                             | 8                                               | 11                                              | —                                                              |
| Подвижность                                                                           |                                                                        |                                                      |                                                 |                                                 |                                                 |                                                 |                                                 |                                                                |
| Тип двигателя                                                                         | карбюраторный, жидкостного охлаждения, 50 л. с.                        | карбюраторный, жидкостного охлаждения, 75 / 90 л. с. | карбюраторный, жидкостного охлаждения, 55 л. с. | карбюраторный, жидкостного охлаждения, 87 л. с. | карбюраторный, жидкостного охлаждения, 87 л. с. | карбюраторный, жидкостного охлаждения, 71 л. с. | карбюраторный, жидкостного охлаждения, 90 л. с. | карбюраторный, жидкостного охлаждения, 87 л. с.                |
| Удельная мощность, л. с./т                                                            | 21,2 / 20,6                                                            | 18,8                                                 | 18,0                                            | 24,6                                            | 26,4                                            | 19,1                                            | 15,1                                            | 15,5                                                           |
| Тип подвески                                                                          | индивидуальная, на листовых рессорах, с гидравлическими амортизаторами | индивидуальная, на вертикальных пружинах             | индивидуальная, на вертикальных пружинах        | индивидуальная, на листовых рессорах            | на листовых рессорах                            | на вертикальных пружинах и листовых рессорах    | зависимая, на листовых рессорах                 | индивидуальная, на листовых рессорах                           |
| Максимальная скорость по шоссе                                                        | 80                                                                     | 90 / 85                                              | 90                                              | 100                                             | 97                                              | 80                                              | 65                                              | 81                                                             |
| Запас хода по шоссе                                                                   | 600 / 500                                                              | 320 / 300                                            | 320                                             | 320                                             | 180                                             | 230                                             | 150                                             | 400                                                            |
| Удельное давление на грунт, кг/см²                                                    | 2,7                                                                    | н/д                                                  | н/д                                             | н/д                                             | н/д                                             | н/д                                             | н/д                                             | н/д                                                            |

### Сноски
1. ↑  Схожие с бронеавтомобилями боевые бронированные машины разрабатывались и принимались на вооружение в СССР и в дальнейшем, официально они классифицировались иначе: БРДМ-1 и БРДМ-2 — как БРМ, а БТР-40 — как лёгкий бронетранспортёр; хотя в западной историографии первые две из них и, реже, БТР-40, традиционно классифицируют как бронеавтомобили
2. ↑  Единственным исключением являлась Япония, которая в силу ряда причин, прежде всего характера местности на Тихоокеанском театре военных действий в сочетании со сравнительно слабым развитием собственной автомобильной промышленности, в годы войны бронеавтомобили не выпускала и возлагала их задачи на малые танки
3. ↑  По формальным признакам относился к классам бронетранспортёров или БРМ
4. 1 2  С 1942 года Sd.Kfz.221 перевооружались 28-мм ПТР s.Pz.B.41, устанавливавшимся в модифицированной башне на месте пулемёта
5. ↑  Указана приведённая толщина брони